# Genrich Saulowitsch Altschuller

Genrich Saulowitsch Altschuller

Genrich Saulowitsch Altschuller (russisch Генрих Саулович Альтшуллер, Pseudonym als Schriftsteller Genrich Altow russisch Генрих Альтов, * 15. Oktober 1926 in Taschkent, Usbekistan; † 24. September 1998 in Petrosawodsk, (Karelien, Russland)) war ein sowjetisch-russischer Ingenieur, Wissenschaftler und Science-Fiction-Autor.

## Leben
Altschuller machte seine erste Erfindung im Alter von 17 Jahren. Später absolvierte er die Universität von Aserbaidschan in Baku und arbeitete als Sekretär im Patentamt. Er entwickelte eine Reihe allgemeiner Regeln, die bei der Erzeugung erfinderischer, patentierbarer Ideen behilflich sind und gelangte zu der Überzeugung, dass man es erlernen kann, ein Erfinder zu sein. Auf Grund seiner Erfahrungen schuf er mit seinem langjährigen Freund und Mitstreiter Rafael Borissowitsch Shapiro unter Einfluss von Dmitri Dmitrijewitsch Kabanow ein systematisches Verfahren auf Basis einer Theorie des erfinderischen Problemlösens (TRIZ) und später auch einen Algorithmus zur Lösung eines Erfindungsproblems (ARIZ). Als Henrik Altschuller hielt er eine Reihe von Patenten.
Im Jahr 1948 schrieb er einen Brief an Stalin, in dem er die Lage der Erfinder in der UdSSR scharf kritisierte. Daraufhin wurde er am 28. Juli 1950 verhaftet und zu 25 Jahren Straflager verurteilt. Er nutzte aber die Zeit im Lager zur Weiterentwicklung seiner Ideen, die er mit anderen inhaftierten Intellektuellen diskutierte, und für einige seiner Erfindungen. Nach Stalins Tod 1953 wurde seine Gefangenschaft aufgehoben und er selbst am 22. Oktober 1954 förmlich rehabilitiert.
Als Science-Fiction-Autor debütierte er 1957 mit der zusammen mit Wjatscheslaw Felitsyn verfassten Erzählung Sinotschka. Die erste eigene Veröffentlichung folgte im Jahr 1958 mit Ikarus und Dädalus (auf Deutsch erschienen in Der Wurfspieß des Odysseus, hrsg. von Jewgeni Brandis, Berlin 1981). Viele seiner in mehreren Bänden gesammelten Erzählungen schrieb er gemeinsam mit seiner Frau Walentina Schurawljowa. Auf Deutsch liegt lediglich eine Sammlung von Kurzgeschichten vor, die unter dem Namen Genrich Altow in der DDR publiziert wurde und mehrere Auflagen erlebte.
Er starb 1998 an den Folgen der Parkinson-Krankheit.

## Werke
Sachliteratur
- Erfinden – (k)ein Problem? Verlag Tribüne, Berlin 1973.
- mit A. B. Seljuzki: Flügel für Ikarus – über die moderne Technik des Erfindens. Aus dem Russischen von Leo Korniljew. MIR-URANIA Verlag Moskau/Leipzig/Jena/Berlin 1983.
- Erfinden – Wege zur Lösung technischer Probleme. Als Nachdruck herausgegeben von Martin G. Möhrle. PI, Planung und Innovation, Cottbus 1998, ISBN 3-00-002700-9.

Science-Fiction
- Икар и Дедал (Ikar i Dedal ‚Ikarus und Dädalus‘, 1958)
- Легенды о звездных капитанах (Legendy o swesdnych kapitanach ‚Legenden von Sternenkapitänen‘, 1961)
- Опаляющий разум (Opaljaiuschtschi rasum ‚Versengender Verstand‘, 1968)
- Создан для бури (Sosdan dlja buri, 1970).
  - Deutsch: Der Hafen der Steinernen Stürme. Wissenschaftlich-phantastische Erzählungen. Herausgegeben von Erik Simon. Verlag Das Neue Berlin, Berlin (DDR) 1977.
- mit Walentina Schurawljowa: Летящие по Вселенной (Letjaschtschije po Wselennoi ’Die durch den Weltraum fliegen, 2002)